# Escaryus polygonatus
Escaryus polygonatus är en mångfotingart som beskrevs av Titova 1972. Escaryus polygonatus ingår i släktet Escaryus och familjen småjordkrypare. Inga underarter finns listade i Catalogue of Life.